# Barrage de Villefranche-de-Panat
Le barrage de Villefranche-de-Panat, est un barrage français du Massif central, situé sur le cours de l'Alrance dans le département de l'Aveyron, en région Occitanie.

## Localisation
Le barrage de Villefranche-de-Panat se situe dans la vallée de l'Alrance (un affluent du Tarn), sur la commune de Villefranche-de-Panat, juste à l'amont du bourg de Villefranche-de-Panat, dans le sud du département de l'Aveyron, sur le plateau du Lévézou.

## Histoire
Le barrage a été édifié entre 1948 et 1951 et mis en service en 1951 pour produire de l'énergie hydroélectrique.
Son exploitation, assurée par EDF, dépend de la concession de l'« aménagement hydroélectrique du Pouget » qui arrive à expiration en 2027.
Le barrage de Villefranche-de-Panat est l'un des neuf barrages de l'« aménagement hydroélectrique du Pouget » qui comporte six centrales électriques et qui produit annuellement 540 000 MWh, correspondant à la consommation de 220 000 habitants.

## Caractéristiques

Carte du complexe hydroélectrique du Lévézou, avec au centre la centrale d'Alrance et la retenue de Villefranche-de-Panat.

Le barrage de Villefranche-de-Panat est un barrage-poids en béton établi sur le cours de l'Alrance. Ses principales caractéristiques sont les suivantes, : 
- Hauteur (par rapport au lit du cours d'eau) : 17,1 m
- Hauteur (par rapport aux fondations) : 23 m
- Volume du barrage : 31 500 m3
- Épaisseur en pied : 29 m
- Épaisseur en crête : 2,70 m
- Longueur en crête : 332 m
- Volume de la retenue : 10,9 hm3
- Débit d'évacuation des crues : 48 m3/s[6]
- Évacuation des crues : déversoir en crête[réf. nécessaire]
- Débit de vidange : 11 m3/s[réf. nécessaire]
- Vidange : 1 vanne papillon de fond[réf. nécessaire]

Du réservoir de Villefranche-de-Panat, une galerie de 3,40 mètres de diamètre, longue de 4 690 mètres, conduit les eaux jusqu'au lac de Saint-Amans. Ce petit lac sert de chambre d’équilibre, au-dessus de la centrale du Pouget, alimentée en eau par deux conduites forcées d'un dénivelé de 461 mètres.

## Retenue
.

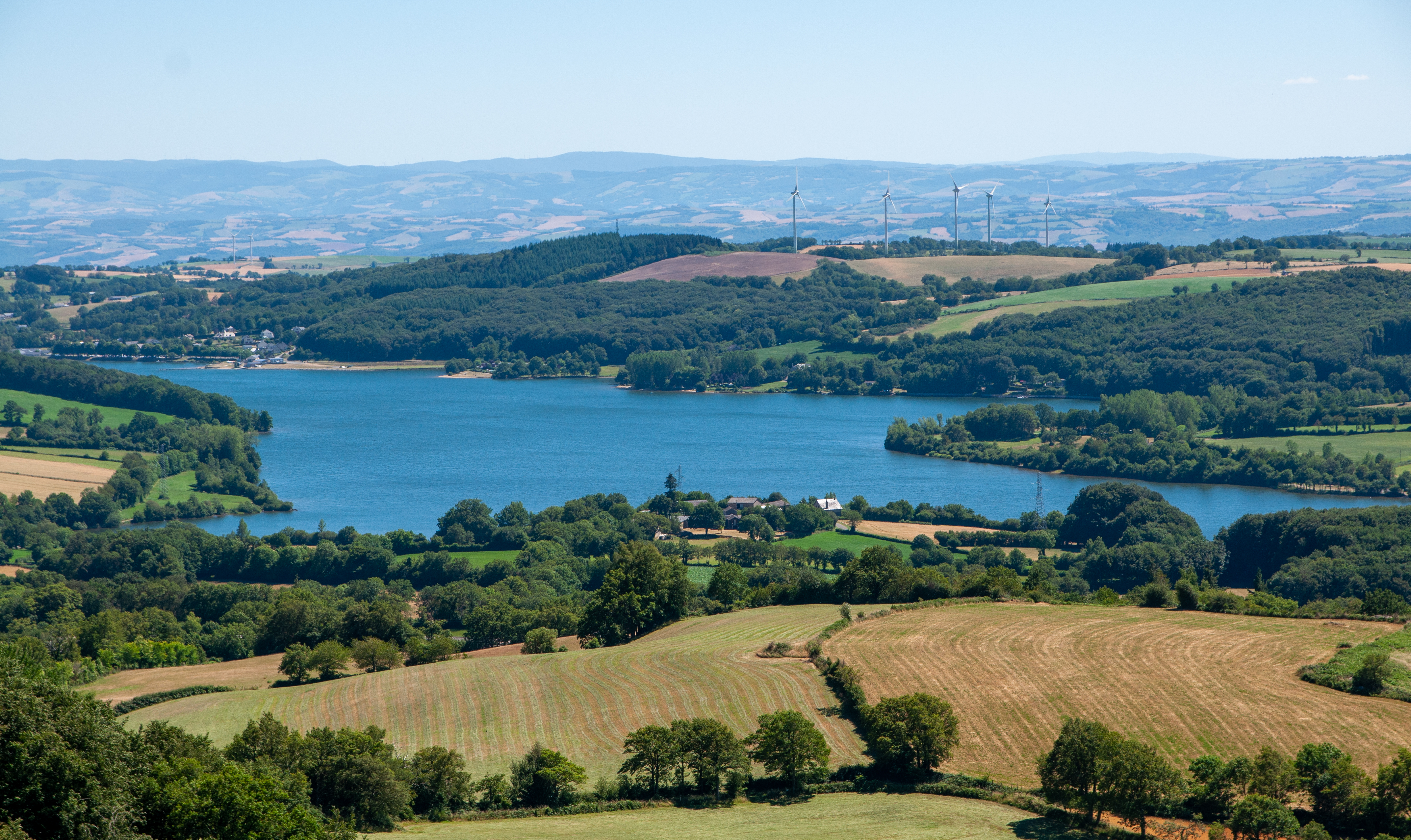
Le lac vu depuis la tour de Peyrebrune, à Alrance.

À une altitude de 727 mètres, sa retenue, le lac de Villefranche-de-Panat, est longue de près de quatre kilomètres et s'étend sur 192 hectares. Sa largeur varie de 200 à 1 200 mètres pour une profondeur maximale de 25 mètres.
La retenue draine un bassin versant de 43 km2 et baigne les communes de Villefranche-de-Panat au sud et Alrance au nord. En dehors de l'Alrance, elle est également alimentée par une partie des eaux du lac de Pareloup : depuis celui-ci, une galerie de 3,25 m de diamètre et de 10,9 km de long, suivie d'une conduite forcée de 270 m de long et de 2,70 m de diamètre évacue l'eau vers la centrale d'Alrance mise en service en 1952. Celle-ci, équipée d'une turbine Francis d'une puissance de 11,22 MW, produit l’équivalent de la consommation en électricité d’une ville de 5 000 habitants et rejette l'eau dans le lac de Villefranche-de-Panat au nord duquel elle est implantée.
Outre l'Alrance, quelques ruisseaux se déversent dans le lac, tels ceux de Figeaguet et de la Niade.
À l'est, quatre prises d'eau sur des petits cours d'eau dérivent partiellement leurs cours, par une conduite longue de huit kilomètres qui se déverse sur la rive orientale du lac.
Le volume total de la retenue est de 10,9 millions de mètres cubes.
Un sentier de dix kilomètres réservé aux cyclistes, joggers et marcheurs fait le tour du lac où deux plages ont été aménagées.
Une base nautique a été implantée sur sa rive occidentale, 350 mètres au nord du barrage.

## Photothèque

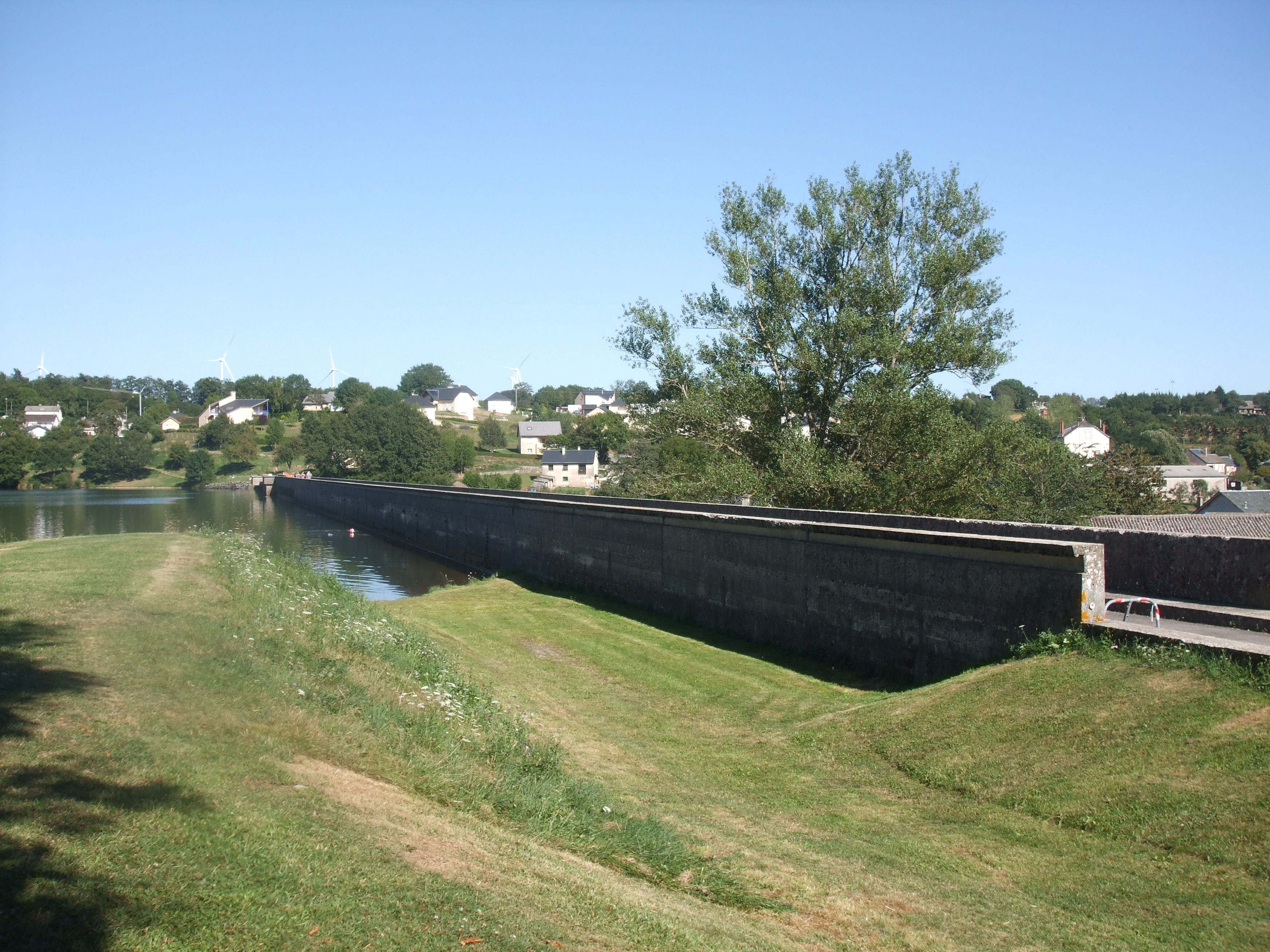
Le barrage vu depuis l'amont.
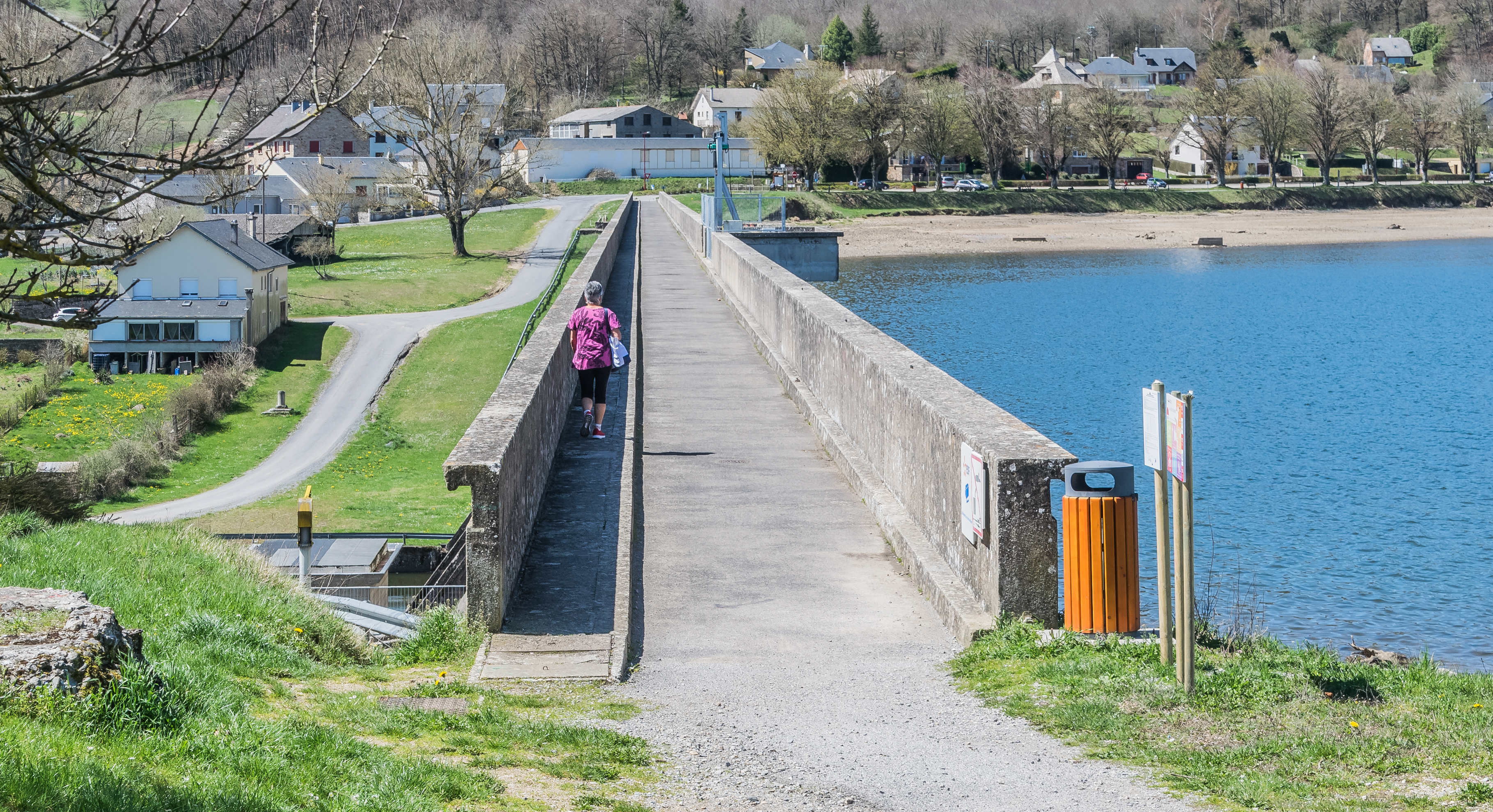
La chaussée.
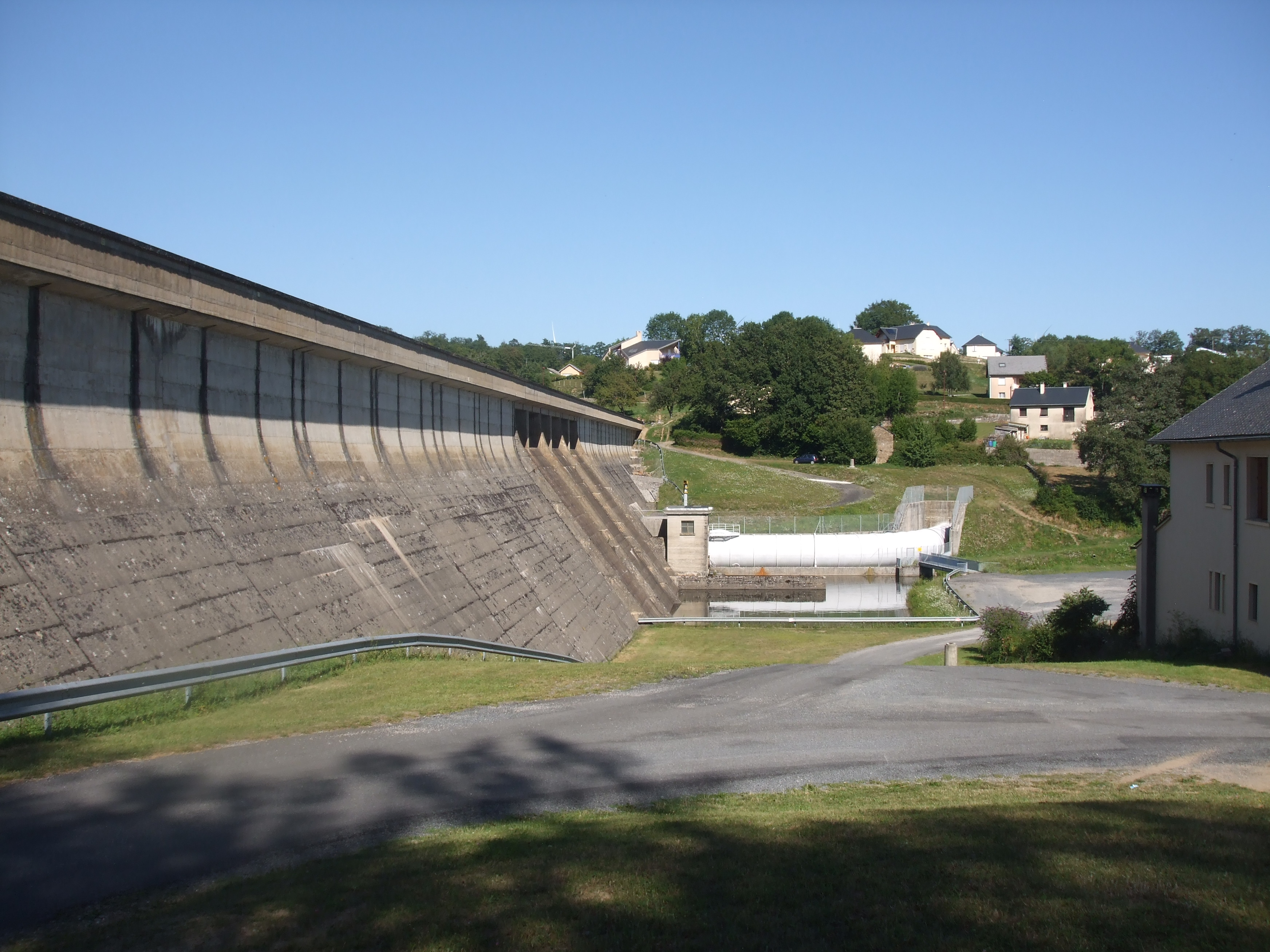
Sous le barrage.
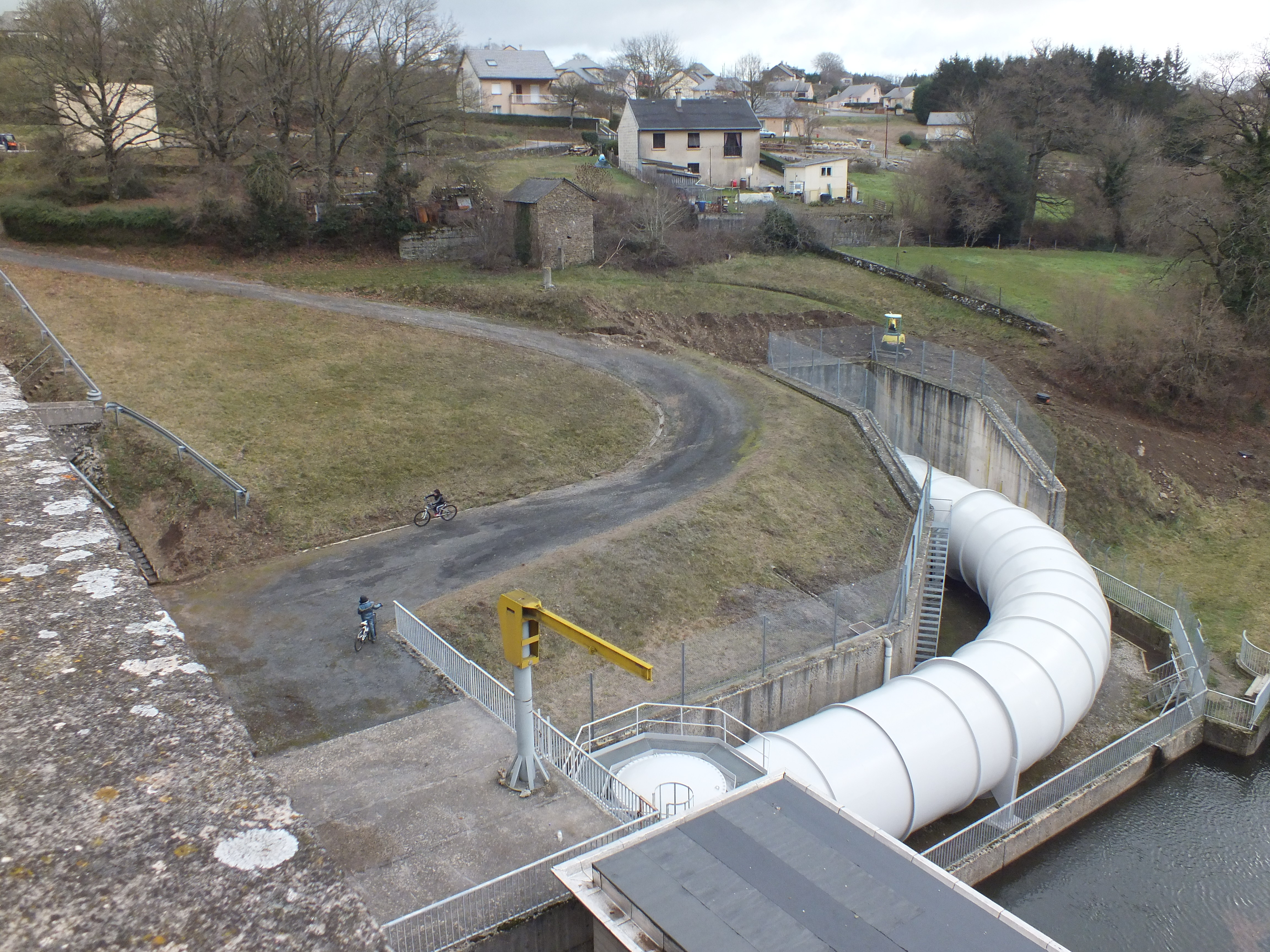
La conduite d'évacuation de l'eau en direction du lac de Saint-Amans.
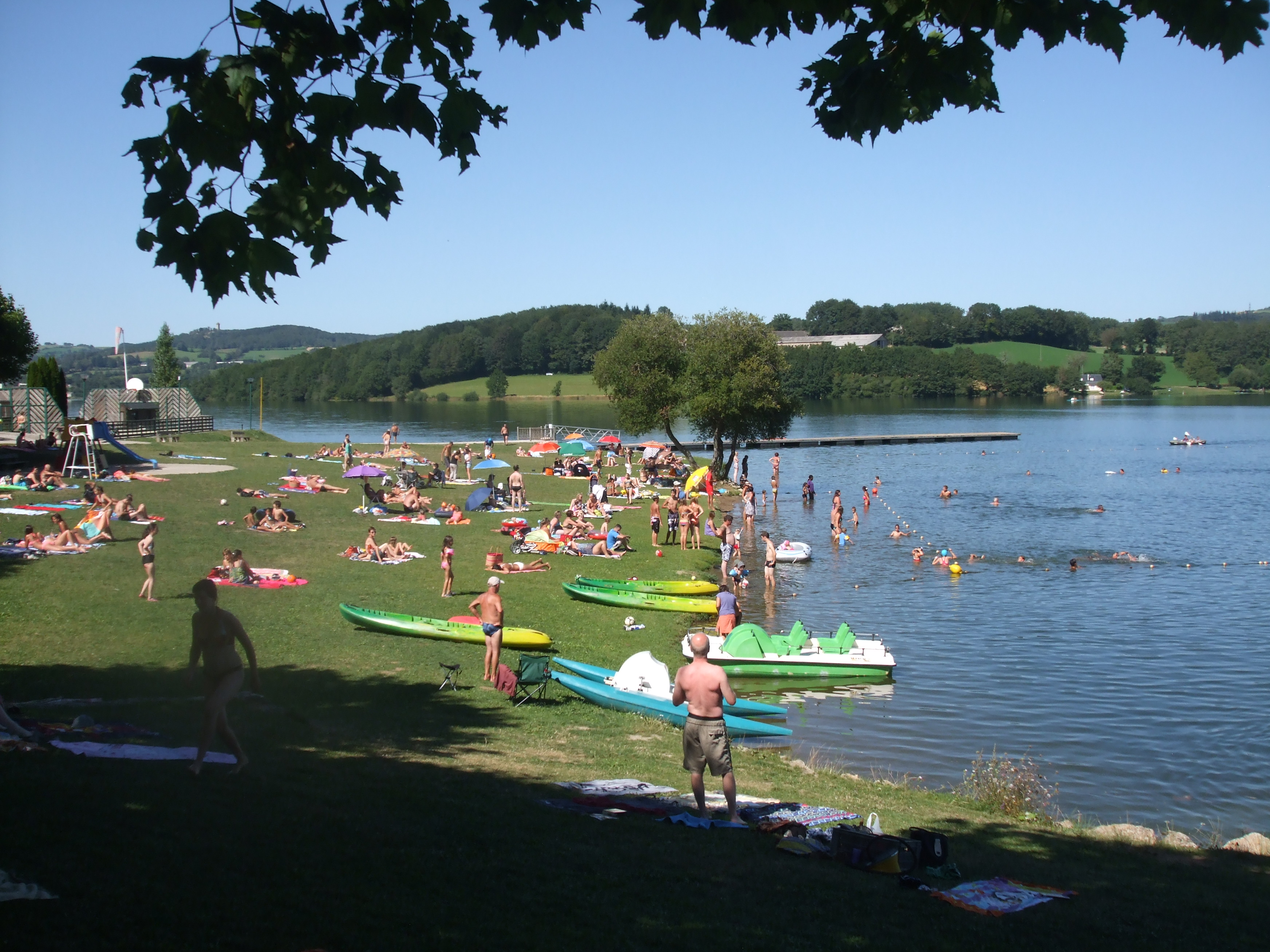
La plage du Mayrac.